# Cyclophora aequalipunctata
Anisodes aequalipunctata là một loài bướm đêm trong họ Geometridae.